# A Habsburg Monarchia zászlaja

A Habsburg Monarchia zászlaja (hivatalos zászló; 1837)

A Habsburg Monarchia zászlaja (más néven fekete-arany zászló) a Habsburg-ház és a Szent Római Birodalom fontos szimbóluma volt. A 15. századtól a Habsburgok használták a Szent Római Birodalom császáraként, a birodalmi zászló színeiből fejlődve. A Szent Római Birodalom 1806-os feloszlása után a zászlót polgári zászlóként használták a Habsburg területeken, beleértve az Osztrák Császárságot és később az Osztrák-Magyar Monarchiát is, míg 1918-ban végleg megszűnt használata.
Rudolf von Habsburg és az 1283-as rheinfeldeni szerződés óta a vörös-fehér-vörös színkombináció széles körben Ausztria (később Belső-Ausztria) színeként ismert, amelyeket a Habsburg-dinasztia használt. A fekete és arany színek később a Habsburg császári ház színeivé váltak, amikor a 15. század közepétől a Szent Római Császári címet viselték, egészen a Szent Római Birodalom 1806-os feloszlásáig. Ezek a színek a birodalmi zászlóból származtak. Az eredeti zászló arany háttéren fekete, kétfejű sast ábrázolt. Ez a dizájn azonban bonyolultsága miatt nehezen volt reprodukálható. A 18. században egy egyszerűsített változat, fekete és arany csíkokkal, kezdett megjelenni a császár által uralt területeken. A Szent Római Birodalom feloszlása után ez a zászló polgári használatra is engedélyezett volt. A fekete-arany zászlót modern nemzeti zászlóhoz hasonlóan használta az osztrák Habsburg Monarchia a Szent Római Birodalomban, később az Osztrák Császárság és az Osztrák-Magyar Monarchia osztrák részeiben. Alkalmanként informálisan az egész birodalom számára is alkalmazták, míg 1918-ban megszűnt használata.
I. József császár uralkodása alatt az osztrák, később osztrák-magyar haditengerészet elkezdett használni egy tengeri zászlót, amely a vörös-fehér-vörös színeken alapult, és ugyanilyen színű címerrel volt kiegészítve. Mind ez, mind a fekete-arany zászló 1918-ban, az Osztrák-Magyar Monarchia feloszlatásával vált használhatatlanná, és az újonnan létrejött Német-ausztriai Köztársaság a vörös-fehér-vörös trikolórt fogadta el nemzeti zászlóként.
A boszniai válság idején II. Miklós montenegrói király 1908. október 6-án nyilatkozatot adott ki, amelyben elítélte Bosznia-Hercegovina Habsburg általi annexióját (amely területeket Szerbiával és saját Montenegrójával együtt „szerbnek” tekintett), és a fekete-sárga zászlót szimbolikusan az „igazságtalanság látható jeleként” említette: „Montenegróiak! Szomorú két nővéretek, Bosznia és Hercegovina, amelyeket harminc éve rövid ideig megvilágított a szabadság fénye, ma véglegesen kitépték a szerb ölelésből. Az osztrák-magyar monarchia e két tartomány birtoklását végleges annexióval váltja fel. (...) A fekete és sárga színek jelei a szerb földön nem lesznek határok, amelyek szellemileg és gondolatilag elválasztanak benneteket testvéreitektől. Épp ellenkezőleg, ezek a jelek az igazságtalanság látható jelei lesznek; erősítik a kötelékeket és biztosítják az igazság győzelmébe vetett tartós bizalmat.”
A zászló hasonlóságot mutat Namur (Belgium), München (Németország) és Baden-Württemberg német tartomány zászlaival.

## Általános információk
A fekete-arany zászló a Habsburg-ház és a Szent Római Birodalom központi szimbóluma volt. Színei, a fekete és az arany, a Szent Római Birodalom zászlójából származtak. Eredetileg egy fekete, kétfejű sast ábrázolt arany alapon, amely a császári hatalmat és tekintélyt jelképezte. Az idők során a zászló dizájnja egyszerűsödött, és a bonyolult sas-motívum helyett fekete és arany vízszintes csíkok jelentek meg.
A zászlót nemcsak a Habsburgok uralmának szimbólumaként használták, hanem az Osztrák Császárság és később a dualista Osztrák-Magyar Monarchia osztrák felének reprezentatív zászlójaként is szolgált. A Szent Római Birodalom 1806-os feloszlása után a zászlót polgári zászlóként alkalmazták, és részben nemzeti zászlóként kezelték.
A Habsburg Monarchia 1918-as bukásával a fekete-arany zászló elvesztette jelentőségét, helyét a vörös-fehér-vörös trikolór vette át. Ennek ellenére a zászló továbbra is történelmi szimbólum marad, amely szorosan kapcsolódik Közép-Európa és a Habsburg-dinasztia történetéhez.

## A zászló története

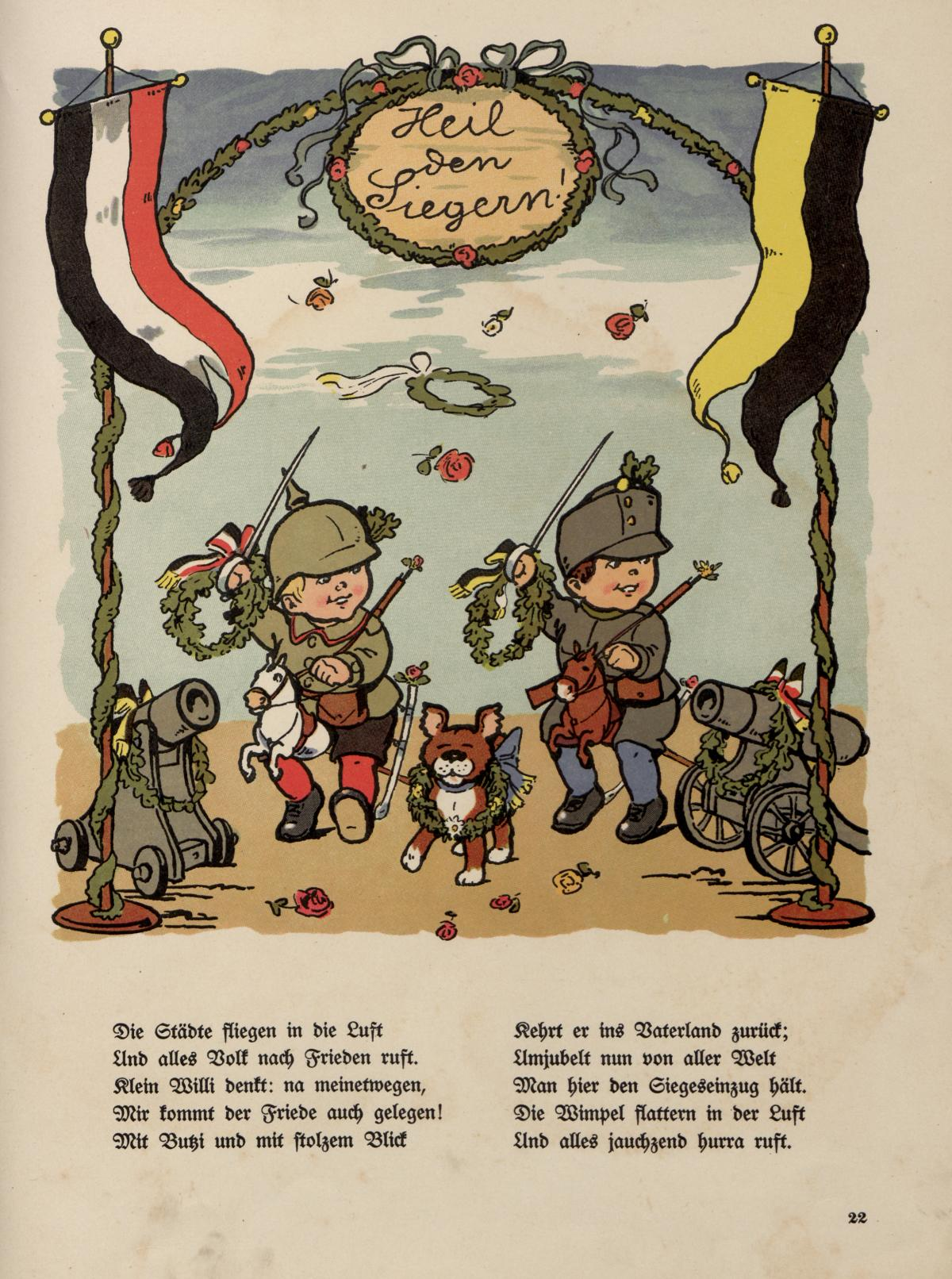
Egy karikatúra 1915-ből, amely a Német Birodalom zászlaját és a Habsburg zászlót ábrázolja.

A fekete-arany zászló hosszú és változatos történettel bír, amely szorosan összefonódik a Habsburg-házzal és a Szent Római Birodalommal. Eredete a Szent Római Birodalom zászlójáig vezethető vissza, amely egy fekete, kétfejű sast ábrázolt arany háttéren. Ez a dizájn a birodalom hatalmát és egységét jelképezte, és később a Habsburgok vették át, akik a 15. századtól a császári koronát viselték.
A 18. században a zászló megjelenése egyszerűsödött, vízszintes fekete és arany csíkok formájában, amelyek könnyebben reprodukálhatók voltak. A Szent Római Birodalom 1806-os feloszlásával a zászlót az Osztrák Császárság hivatalos szimbólumaként fogadták el, és ez a szerep egészen a Habsburg Monarchia 1918-as felbomlásáig megmaradt.
A császári és állami szerepén túl a fekete-arany zászló informálisan is a Habsburg-uralom szimbólumaként szolgált a birodalom különböző részein. Azonban a Monarchia szétesése és Német-Ausztria 1918-as megalakulása után elvesztette jelentőségét, helyét a vörös-fehér-vörös trikolór vette át.
A zászló kritikát és szimbolikus elutasítást is megélt, különösen az 1908-as boszniai válság idején, amikor szerb és montenegrói vezetők „az igazságtalanság jeleként” utaltak rá. Ennek ellenére a fekete-arany zászló továbbra is történelmi szimbólum marad, amely szorosan kapcsolódik a Habsburgok és Közép-Európa történetéhez.

## A fekete és arany színek szimbolikája
A fekete és arany színek, amelyek a fekete-arany zászló központi elemei, mély szimbolikus jelentéssel bírnak, amelyek a középkori hatalom- és uralomfelfogással, valamint vallási és kulturális koncepciókkal egyaránt összefonódnak.

### Fekete: Hatalom, tekintély és erő
A fekete szín hagyományosan a hatalommal, tekintéllyel és szuverenitással társul. A fekete-arany zászló kontextusában a fekete a Szent Római Császár világi uralkodói szerepét jelképezte a birodalom összetett szerkezetében. A fekete az állandóságot és komolyságot is szimbolizálta, amelyek olyan tulajdonságok, amelyeket egy uralkodónak meg kellett testesítenie a birodalom stabilitásának és védelmének érdekében.
Az eredetileg a zászló központi elemét képező fekete, kétfejű sas tovább fokozta a szimbolikát. Az ókortól kezdve a sas az uralkodói hatalom szimbóluma volt, míg a fekete szín hangsúlyozta a szuverén, félelmetes tekintélyt, amely a birodalom egészére felügyelt. Vallási értelemben a fekete gyakran a hódolatot és az alázatot szimbolizálta Isten előtt, ami megerősítette a császár „Isten kegyelméből” való uralkodói igényét.

### Arany: Gazdagság, ragyogás és isteni legitimitás
Az arany, a zászló másik színe, Európában mindig is a gazdagság, a ragyogás és az isteni legitimitás szimbóluma volt. Az arany az uralkodói hatalom örök értékét és a császárság isteni gondviseléssel való kapcsolatát fejezte ki. A Szent Római Birodalom kontextusában az arany a császár szent küldetését hangsúlyozta, aki közvetítőként működött a világi és isteni rend között.
Az arany emellett a birodalom gazdasági és kulturális központját is jelképezte. Megmutatta a Habsburg-dinasztia pompáját és jólétét, kiemelve őket más európai uralkodóházak közül. Az arany szín nemcsak politikai üzenetet hordozott, hanem a birodalom egységét is kifejezte annak sokszínűségében.

### A fekete és arany kombinációja
A zászlón a fekete és az arany kombinációja a Habsburg-uralom két központi aspektusát egyesítette: a világi hatalmat és az isteni elrendelést. A színek szimbolikus jelentése harmonizált, és egyedi vizuális azonosítóként szolgált, amely az uralmat és a legitimitást fejezte ki.
E színek választása nem volt véletlen: történelmi gyökerei a Szent Római Birodalom zászlójához nyúltak vissza, és a Habsburgok az évszázadok során átvették őket császári színeikként. Így a fekete és az arany a Habsburg-uralom szinonimájává vált, és meghatározta a monarchia képét az egész birodalomban.

### Összehasonlítás más szimbolikákkal
A fekete és arany szimbolikája nem egyedi, más történelmi kontextusokban is előfordul. Az arany például a keresztény ikonográfiában a szentség és tisztaság jele volt, míg a fekete gyakran a sötétség leküzdését, a fény és kegyelem megjelenését szimbolizálta. Ez a kettős jelentés tükröződik a zászlóban is, amely a Habsburgok univerzális uralkodói és spirituális vezetői igényét fejezte ki.

### Következmények
A Habsburg Monarchia bukása után is a fekete-arany színkombináció erős szimbólum maradt a Szent Római Birodalom fénykorának és Közép-Európa kulturális identitásának emlékére. A színeket ma is használják a heraldikában és a művészetekben, mint a múlt egy nosztalgikus relikviáját, amely megőrzi ezen színek történelmi jelentőségét.

## A fekete-arany zászló használata a Habsburg Monarchiában
A fekete-arany zászló jelentős szerepet játszott a Habsburg Monarchia és annak hatalmának szimbólumaként a Szent Római Birodalom felett, valamint később az Osztrák Császárság és az Osztrák-Magyar Monarchia idején. Használata több évszázadot ölelt fel, és tükrözte a Habsburg-dinasztia politikai, kulturális és területi jelentőségét.

### A Szent Római Birodalomban
A fekete-arany zászló eredetileg a Szent Római Birodalom színeiből, a feketéből és aranyból származott, amelyeket már a középkorban is a birodalmi zászló, a fekete, kétfejű sas arany alapon képviselt. A 15. századtól, amikor a Habsburgok átvették a császári koronát, a zászló szorosan összefonódott a Habsburgok uralmával és a Szent Római Császár szerepével.
A fekete sas, amelyet gyakran egy vörös mellpajzs díszített, a császári hatalmat és az uralkodó univerzális igényét szimbolizálta. A zászlót hivatalos eseményeken, koronázásokon, birodalmi gyűléseken és katonai vállalkozások során használták, hogy kiemeljék a Habsburgok központi szerepét a birodalomban.

### Az Osztrák Császárságban
A Szent Római Birodalom 1806-os feloszlása után a Habsburgok megtartották a fekete-arany színeket uralmuk szimbólumaként. A zászlót az újonnan létrehozott Osztrák Császárság hivatalos és reprezentatív szimbólumává tették.
Ebben az időszakban az eredeti, sasos zászlót egy egyszerűbb változat váltotta fel, amely vízszintes fekete és arany csíkokból állt. Ez a változtatás megkönnyítette a zászló gyártását és terjesztését, miközben hangsúlyozta a Szent Római Birodalom hagyományaihoz való kötődést. A fekete-arany zászlót gyakran használták hivatalos állami eseményeken és katonai környezetben, hogy kifejezzék a birodalom egységét és a Habsburg-dinasztia hatalmát.

### Az Osztrák-Magyar Monarchiában
Az 1867-ben létrejött Osztrák-Magyar Monarchia idején a fekete-arany zászló az osztrák birodalomrész szimbóluma maradt. Míg Magyarország saját nemzeti szimbólumait használta, Ausztria megtartotta a fekete-arany színeket, hogy megőrizze politikai és kulturális identitását.
Gyakorlatilag azonban a zászlót fokozatosan háttérbe szorította a vörös-fehér-vörös haditengerészeti zászló, amely szélesebb körű polgári és katonai elismerést kapott. Ennek ellenére a fekete-arany zászló továbbra is fontos jelképe volt a monarchikus folytonosságnak és a Habsburgok birodalmi hagyományainak.

### Kulturális és szimbolikus jelentőség
A fekete-arany zászló nemcsak hivatalos állami szimbólumként szolgált, hanem mélyebb szimbolikus jelentéssel is bírt a Habsburgok által uralt területeken. A zászló a soknemzetiségű birodalom egységét testesítette meg, és hangsúlyozta a monarchia központi szerepét a stabilitás és rend biztosításában. Emellett a zászló a Habsburg uralom és a  Német-római Birodalom öröksége közötti történelmi kapcsolatot is jelképezte.

### A használat vége
Az első világháború után, a Habsburg Monarchia 1918-as bukásával a fekete-arany zászló elvesztette állami szimbólumként betöltött szerepét. Helyét a vörös-fehér-vörös trikolór vette át, amelyet a Német-Ausztria Köztársaság nemzeti szimbólumként fogadott el. Ennek ellenére a fekete-arany zászló történelmi relikviaként és a Habsburg-uralom fénykorának emlékeként megmaradt, tovább őrizve Közép-Európa történelmi identitását.

## A fekete-arany zászló dizájnjának fejlődése
A fekete-arany zászló története a Szent Római Birodalomban kezdődött, ahol a császári hatalom és az isteni legitimitás szimbóluma volt. Az eredeti dizájn fekete, kétfejű sast ábrázolt arany háttéren, mely a világi és spirituális hatalom összefonódását jelképezte. Ez a részletgazdag formatervezés hivatalos eseményekre, például koronázásokra és birodalmi gyűlésekre készült. A kétfejű sas a birodalom univerzális uralkodói igényeit szimbolizálta, míg az arany háttér a szentséget és a fényt tükrözte.
A 18. században a zászlót egyszerűsítették, hogy jobban megfeleljen a mindennapi használat gyakorlati igényeinek. Az új, fekete-arany csíkos változat könnyebben előállítható volt, és sokoldalúan alkalmazható egyenruhákon, pajzsokon és közigazgatási célokra. Ez az egyszerűsítés lehetővé tette, hogy a zászló szélesebb körben elterjedjen, miközben a hagyományos színek megőrizték szimbolikus jelentőségüket. A fekete és arany színek továbbra is a Habsburg-dinasztia és a Szent Római Birodalom örökségéhez kötődtek.
1806-ban, a Szent Római Birodalom feloszlása után a fekete-arany csíkos zászló az Osztrák Császárság hivatalos szimbóluma lett. A zászló a Habsburg-uralmat képviselte az általuk irányított területeken, polgári zászlóként szolgálva. Bár a vörös-fehér-vörös haditengerészeti zászló is jelentős szerepet játszott, különösen katonai környezetben, a fekete-arany zászló megőrizte központi pozícióját. Az Osztrák Császárság alatt a zászló dizájnja tovább variálódott: egyes verziók visszahozták a kétfejű sast, hogy a császári múltat hangsúlyozzák, míg más változatok a tiszta csíkos formatervezésre korlátozódtak.
A fekete-arany zászló azonban fokozatosan háttérbe szorult a vörös-fehér-vörös trikolór mellett, amely különösen a tengeri és katonai használatban vált népszerűvé. A trikolór egyszerű és jól megkülönböztethető formatervezése jobban illeszkedett a 19. századi európai politikai környezethez, ahol az államok nemzeti identitásuk hangsúlyozására törekedtek.
A Habsburg Monarchia bukása után, 1918-ban a fekete-arany zászlót végleg kivezették a hivatalos használatból. Ennek ellenére szimbolikus jelentősége megmaradt, mint a Szent Római Birodalom és a Habsburg-dinasztia fénykorának emléke. Ma a fekete-arany színek tovább élnek az osztrák heraldikában és kulturális kontextusokban, ahol a múlt iránti tiszteletet és a történelmi hagyományokhoz való kötődést jelképezik. A fekete-arany zászló fejlődése nemcsak a történelem során bekövetkező politikai és társadalmi változásokhoz való alkalmazkodást tükrözi, hanem a szimbólumok tartósságát és jelentőségét is, amelyek generációkon átívelve formálják a kollektív emlékezetet.